# Puca Pucara

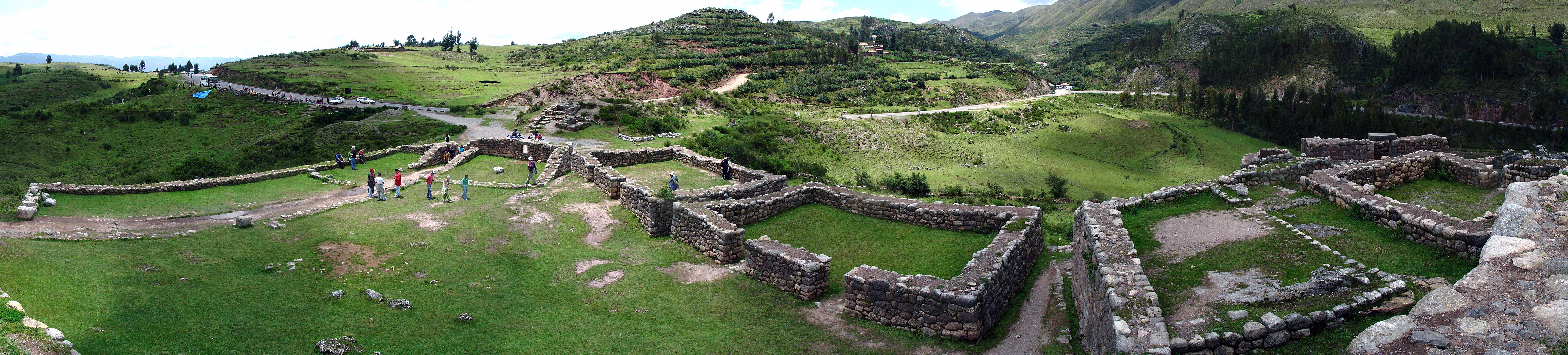
Puca Pucara

Puca Pucara és una construcció militar ubicada a prop de Cusco, al Perú. Aquesta fortalesa és composta de grans murs, terrasses i escalinates i era part del conjunt defensiu de Cusco en particular i de l'Imperi Inca en general.
Puca Pucara rep el seu nom en quítxua de "Fortalesa Vermella", a causa del color vermell que adquireixen les roques durant el crepuscle. Puca Pucara és una altra mostra d'arquitectura militar que a més va funcionar com a centre administratiu, i ens convida a recórrer les seves andanes, terrasses superposades, escalinates i passatges per on van transitar mítics personatges de l'imperi inca.